# SP 17pdr, A30 (Avenger)
Self Propelled 17pdr, A30 (Avenger) (samobieżna armata 17-funtowa A30 Mściciel) – brytyjskie działo samobieżne kalibru 76,2 mm z okresu II wojny światowej budowana na podwoziu czołu Mk VIII Challenger.  Armata była umieszczona w lekkiej, otwartej od góry wieży.
Wyprodukowano około 250 sztuk tego pojazdu ale weszły one do służby zbyt późno aby wziąć udział w wojnie, stanowiły wyposażenie brytyjskich sił okupacyjnych w Niemczech British Army of the Rhine.